# Open Fiber
Open Fiber S.p.A. (anciennement Enel Open Fiber S.p.A.) est une entreprise italienne de télécommunications exclusivement destinée à la vente en gros, détenue à 50 % par Enel S.p.A. et à 50 % par CDP Equity S.p.A. (appartenant au groupe Cassa Depositi e Prestiti S.p.A.),.

## Histoire
Enel Open Fiber a été créée en décembre 2015, en tant que filiale à 100 % de la société italienne d'énergie Enel, afin de construire un réseau d'accès indépendant basé sur la fibre.
En juillet 2016, la société a acquis Metroweb auprès de F2i SGR et de Cassa Depositi e Prestiti, respectivement un fonds de capital-investissement et un fonds souverain. Cependant, CDP a également acquis 50% du capital d'Open Fiber,,.
L'entreprise opère dans les pôles A et B dits de "succès du marché" tels que décidés par le Conseil des ministres de la République italienne le 4 mars 2015, soit 282 municipalités dans les grandes zones urbaines d'ici 2022. Les zones choisies pour le projet sont un sous-ensemble des 642 municipalités classées en groupes A et B par le gouvernement. Open Fiber, estimant un coût correspondant à moins de la moitié de celui proposé par le concours, a remporté les quatorze lots envisagés dans les trois appels du "plan ultra haut débit" lancés par Infratel Italia pour la construction du réseau dans les clusters C et D c'est-à-dire des "zones blanches" à faible densité de population. Le plan prévoit la mise en place de la fibre optique FTTH avec des débits jusqu'à 1 Gbit/s pour les zones urbaines et les agglomérations d'unités d'habitation, tout en préparant des liaisons radio FWA pour les zones rurales ou étanches et les maisons dispersées.
En mars 2020, Open Fiber avait encouru des pénalités pour retard de livraison des travaux d'un montant de 286 871 750 euros. Leur valeur dépassait largement 10% du montant des travaux, seuil critique qui, selon la concession, donnait au concédant le droit de résilier le contrat,.